# Glomerulidiplosis crenatus
Glomerulidiplosis crenatus är en tvåvingeart som beskrevs av Fedotova 2003. Glomerulidiplosis crenatus ingår i släktet Glomerulidiplosis och familjen gallmyggor. Inga underarter finns listade i Catalogue of Life.